# Didier Cours
Didier Cours (9 juli 1971) is een Belgisch golfbiljarter en 3-voudig Belgisch kampioen.

## Levensloop
Reeds op 9-jarige leeftijd begon Didier Cours te biljarten in het café van zijn grootouders in Gentbrugge. In het seizoen '81-'82 begon hij reeds competitief te spelen, toen hij toetrad tot de ploeg van zijn vader Jean-Pierre. Didier was toen slechts 10 jaar.
Didier Cours werd Belgisch kampioen golfbiljart in 2005 (Lubbeek), 2007 (Dadizele) en 2016 (Erpe-Mere). Samen met Danny De Donder werd hij ook 5 maal Belgisch kampioen in de categorie duo's hoog. Ook zijn vader Jean-Pierre won deze titel 5 maal. Enkel Benny Ceulemans won meer titels in deze categorie (7). In 2017 won hij voor de eerste maal de Trofee der Kampioenen.
Didier zijn vader Jean-Pierre was in 1974 in Aalst reeds Belgisch kampioen geworden. Zij zijn daarmee de enige vader en zoon die beiden de titel van Nationaal Kampioen behaalden. Tevens zijn ze samen met Vader en zoon Vervaeck Marcel en Johan de enige vader en zoon duo's die beiden de Trofee der Kampioenen wisten te winnen: 'Vervaeck Marcel 1978 - Vervaeck Johan 1992' en 'Cours Jean-Pierre 1988 - Cours Didier 2017'.